# Primature de la république de Guinée
La Primature de la république de Guinée est le bâtiment faisant office de lieu de travail pour le Premier ministre guinéen et son cabinet ; il est situé à Conakry.